# Ponts
Ponts är en kommun i departementet Manche i regionen Normandie i norra Frankrike. Kommunen ligger i kantonen Avranches som tillhör arrondissementet Avranches. År 2022 hade Ponts 684 invånare.

## Befolkningsutveckling
Antalet invånare i kommunen Ponts
| Referens: INSEE |